# یواس‌اس ژنرال ام ام پتریک (ای‌پی-۱۵۰)
یواس‌اس ژنرال ام ام پتریک (ای‌پی-۱۵۰) (به انگلیسی: USS General M. M. Patrick (AP-150)) یک کشتی بود که طول آن ۵۲۲ فوت ۱۰ اینچ (۱۵۹٫۳۶ متر) بود. این کشتی  در سال ۱۹۴۴ ساخته شد.